# Гнатовка (Ровненская область)
Гнатовка (укр. Гнатівка) — село в Повчанской сельской общине Дубенского района Ровненской области Украины.
До 2020 года входило в Млиновский район.
Население по переписи 2001 года составляло 185 человек. Почтовый индекс — 35171. Телефонный код — 3659. Код КОАТУУ — 5623886905.